# Vårbjörken
Vårbjörken är ett travlopp för 4-åriga och äldre kallblodstravare som körs på Umåker travbana i Umeå varje år i april. Loppets distanser har under åren varierat, men sedan 2016 körs loppet över 1 640 meter med autostart. Även tidpunkten på året som loppet körs har varierat, men sedan 1996 körs loppet i slutet av april, eller i början på maj. Förstapris i loppet är 125 000 kronor.
Första upplagan av loppet kördes 1975, fast då i november. Premiärupplagan vanns av hästen Barry tillsammans med kusken Gustah Hallén.

## Vinnare
| År   | Häst              | Kusk              | Tränare           | Tid    | Odds  |
| ---- | ----------------- | ----------------- | ----------------- | ------ | ----- |
| 2024 | Grislefaksen G.L. | Öystein Tjomsland | Öystein Tjomsland | 1.21,2 | 2,31  |
| 2023 | B.W.Sture         | Örjan Kihlström   | Jan-Olov Persson  | 1.20,5 | 14,45 |
| 2022 | Månlykke A.M.     | Gunnar Melander   | Gunnar Melander   | 1.20,8 | 1,13  |
| 2021 | Odd Herakles      | Mats E. Djuse     | Fredrik Fransson  | 1.20,1 | 1,12  |
| 2020 | Lome Brage        | Erik Adielsson    | Anders L. Wolden  | 1.20,4 | 2,45  |
| 2019 | Tangen Haap       | Björn Karlsson    | Björn Karlsson    | 1.22,1 | 3,49  |
| 2018 | Lome Brage        | Erik Adielsson    | Anders L. Wolden  | 1.20,6 | 3,63  |
| 2017 | Odin Tabac        | Jörgen Westholm   | Jörgen Westholm   | 1.22,0 | 7,07  |
| 2016 | Tekno Odin        | Ulf Ohlsson       | Öystein Tjomsland | 1.22,1 | 1,97  |
| 2015 | Månprinsen A.M.   | Gunnar Melander   | Gunnar Melander   | 1.21,3 | 1,17  |
| 2014 | Månprinsen A.M.   | Gunnar Melander   | Gunnar Melander   | 1.22,1 | 2,33  |
| 2013 | Hallsta Lotus     | Ulf Ohlsson       | Jan-Olov Persson  | 1.23,5 | 2,03  |
| 2012 | Hallsta Lotus     | Ulf Ohlsson       | Jan-Olov Persson  | 1.22,2 | 1,37  |
| 2011 | Hallsta Lotus     | Ulf Ohlsson       | Jan-Olov Persson  | 1.22,5 | 2,72  |
| 2010 | Myllarfaks        | Micael Melander   | Gunnar Melander   | 1.25,3 | 3,58  |
| 2009 | Love              | Ulf Ohlsson       | Ulf Ohlsson       | 1.25,0 | 2,48  |
| 2008 | Ludde S.R.        | Stefan Söderkvist | Eva-Maria Siltala | 1.25,4 | 10,48 |
| 2007 | Lome Kongen       | Jan-Olov Persson  | Jan-Olov Persson  | 1.24,8 | 1,66  |
| 2006 | Järvsöfaks        | Jan-Olov Persson  | Jan-Olov Persson  | 1.21,3 | 1,08  |
| 2005 | Vinning Kos       | Jan-Olov Persson  | Jan-Olov Persson  | 1.24,4 | 3,46  |
| 2004 | Järvsöfaks        | Jan-Olov Persson  | Jan-Olov Persson  | 1.22,9 | 1,09  |